# ويليام س. ماكننيس
ويليام س. ماكننيس (بالإنجليزية: William C. McInnes)‏ هو عسكري أمريكي، ولد في 20 يناير 1923 في دورشستر ‏ في الولايات المتحدة، وتوفي في 8 ديسمبر 2009 في Weston, Massachusetts ‏ في الولايات المتحدة.